# Ten (canal de televisión)
Ten es un canal de televisión en abierto español, perteneciente a Ten Media, y operado junto con Mediapro. Fue lanzado el 28 de abril de 2016.

## Historia
Después de que el Consejo de Ministros otorgara a Grupo Secuoya una de las tres licencias de TDT en definición estándar, las cuales se adjudicaron el 16 de octubre de 2015 junto a las otras tres licencias en alta definición, el grupo audiovisual anunció que lanzaría un canal generalista de corte familiar el cual mezclaría producción propia y ajena. Este sería, al mismo tiempo, un escaparate para mostrar las creaciones de la productora y sus filiales para exportarlas.
Más tarde, se fueron conociendo detalles como que el canal se llamaría, provisionalmente, D10, buscaría asociarse con empresas productoras estadounidenses e hispanoamericanas para la programación importada del canal, Pulsa gestionaría su publicidad y su horario central arrancaría a las 20:30 horas, entre otras cosas.
Por otro lado, el canal inició sus emisiones en pruebas, mediante un bucle, el 24 de diciembre de  2015 bajo la denominación de 10. Dos meses más tarde, el 18 de febrero de 2016, Raúl Berdonés anunció que el canal se denominaría Ten y que iniciaría sus emisiones regulares el 28 de abril a las 23:59 horas aunque finalmente comenzaron a las 22:00.
El viernes 11 de marzo se estrenó la página web del canal.
El 21 de abril de 2016 el operador Movistar+ incorporó una señal exclusiva ajena a la TDT con la que comenzaron las emisiones no oficiales del canal a modo de pruebas exclusivas, como previo al lanzamiento oficial a las 22:00h del 28 de abril de 2016 a través del sistema TDT a nivel nacional en abierto.
El 28 de abril de 2016 a las 22:00h comenzó sus emisiones con un vídeo especial informando de los diferentes programas que iban a emitir.
Desde abril de 2018, el canal dejó de emitir programación original y solo mantuvo en la parrilla los programas Reglas de casa, Reformas en 60 minutos, Casados a ciegas, Durmiendo con su enemigo y Niños asesinos con emisiones en bucle, además de la presencia de los programas de videncia y teletienda. 
Seis meses después, el 30 de octubre de 2018, se anunció que Mediapro pasaría a ser el proveedor de contenidos del canal, todo ello con el objetivo de mejorar sus datos de audiencia.
El 10 de febrero de 2020, Ten cambió de frecuencia de emisión y se mudó del multiplex RGE2 (donde emiten Clan HD, Teledeporte y DKiss) al multiplex MPE5 (donde emiten Atreseries, Be Mad y Real Madrid TV). Este hecho se produjo sin previo aviso, pese a que meses antes comenzaron las emisiones en simulcast en las dos frecuencias. Sucedió además tras unas semanas donde la audiencia empezaba a crecer. Cinco días antes del cambio, el 5 de febrero, registró su mejor dato histórico diario: un 0,8%. Tras el cambio de frecuencia perdió la mitad de su audiencia, pasando del 0,6%-0,7% diario al 0,3%-0,4%.
El 21 de diciembre de 2020, se intentó relanzar de nuevo el canal, estancado entre el 0,4% y el 0,5% de audiencia, estrenando nuevos capítulos de Caso cerrado y comenzando por las tardes la emisión de la serie Monk. También adquieren los derechos de House, que se estrenó en el canal el día de Navidad en prime time. El siguiente paso fue no renovar para el año 2021 la emisión del tarot de las madrugadas ni de la teletienda de Botopro de las mañanas, siendo el último día de emisión de ambos el 31 de diciembre de 2020. A partir de este día, el único espacio "pagado" que se mantuvo en parrilla fue Juega con el 8 de la casa de apuestas deportivas, póker y casino 888, con emisión de jueves a domingo de 1:15 a 2:15 de la madrugada.
En enero de 2021, la cadena cambió su imagen corporativa, con nuevo lema Mucho por ver, y anunció la emisión de cine y más series. Asimismo, en febrero de 2021, un episodio de Caso cerrado emitido por la cadena se hizo viral por las palabras de Ana María Polo a una testigo que hablaba en inglés, a la que le Polo le decía "aquí se habla español, esto es un programa en español y tú eres colombiana". A raíz de un meme de este episodio de Caso Cerrado, el community mánager de la cadena acabó mandando una solicitud a la SVT para emitir la final del Melodifestivalen, preselección sueca de Eurovisión, llamando la atención del público eurofan. No lo consiguió, pero meses más tarde, la cadena consiguió los derechos para 2022 de otra preselección, en este caso de Estonia, el Eesti Laul. Del mismo modo, el 8 de julio de 2021, anunció la segunda adquisición de derechos de una preselección de Eurovisión, en este caso, la Uuden Musiikin Kilpailu (UMK) de la radiotelevisión pública finlandesa Yle. Igualmente, el 4 de febrero de 2022 se dio a conocer también la emisión de Una voce per San Marino 2022 y el 24 de febrero, la del Festival da Canção de Portugal. En todas las preselecciones emitidas, Luis Mesa e Isaac Urrea serían los comentaristas.
En junio de 2024, cambiaron las tardes, con la incorporación de Ni que fuéramos Shhh, programa con más éxito de la cadena, y que articularía la programación junto a Caso cerrado. En septiembre, se redujeron los programas de crímenes con la emisión de programas de reformas en las noches de lunes a domingo, con la emisión de Nuestro propio castillo y de Reglas de casa. En marzo de 2025, Ni que fuéramos Shhh finalizó su andadura y fue reemplazado por Tentáculos, que dejó de emitirse el 30 de junio para que el 1 de septiembre diera comienzo No somos nadie, un programa de iguales características a sus dos predecesores.
Desde el 2 de junio de 2025, coincidiendo con el cierre de Gol Play, Ten apostó por el deporte y se hizo con los derechos del programa estrella de la cadena: Directo Gol.

## Audiencias
Evolución de la cuota de pantalla mensual y anual, según las mediciones de audiencia elaborados en España por Kantar Media. Están en negrita y cian los meses en que fue líder de audiencia entre las cadenas temáticas de televisión digital (TDT).
El récord diario de Ten fue el viernes 19 de julio de 2024 con un 1,9%.
El programa más visto de la historia de Ten fue Ni que fuéramos Shhh, el martes 4 de junio de 2024, con 328.000 espectadores y un 4,1% de cuota de pantalla, consiguiendo otros récords en audiencias en el canal, siendo únicamente la segunda emisión de este programa en Ten.
| Año  | Enero | Febrero | Marzo | Abril  | Mayo | Junio | Julio | Agosto | Septiembre | Octubre | Noviembre | Diciembre | Media anual |
| ---- | ----- | ------- | ----- | ------ | ---- | ----- | ----- | ------ | ---------- | ------- | --------- | --------- | ----------- |
| 2016 | -     | -       | -     | 0,3%** | 0,4% | 0,5%  | 0,5%  | 0,5%   | 0,5%       | 0,4%    | 0,5%      | 0,5%      | 0,3%        |
| 2017 | 0,5%  | 0,4%    | 0,3%  | 0,3%   | 0,3% | 0,4%  | 0,4%  | 0,4%   | 0,4%       | 0,3%    | 0,3%      | 0,4%      | 0,4%        |
| 2018 | 0,3%  | 0,3%    | 0,3%  | 0,4%   | 0,3% | 0,4%  | 0,4%  | 0,4%   | 0,4%       | 0,3%    | 0,3%      | 0,3%      | 0,3%        |
| 2019 | 0,3%  | 0,5%    | 0,6%  | 0,6%   | 0,7% | 0,7%  | 0,7%  | 0,6%   | 0,5%       | 0,6%    | 0,6%      | 0,6%      | 0,6%        |
| 2020 | 0,8%  | 0,8%    | 0,4%  | 0,4%   | 0,4% | 0,4%  | 0,5%  | 0,5%   | 0,4%       | 0,4%    | 0,4%      | 0,4%      | 0,4%        |
| 2021 | 0,6%  | 0,7%    | 0,6%  | 0,7%   | 0,7% | 0,7%  | 0,8%  | 0,9%   | 0,7%       | 0,7%    | 0,6%      | 0,8%      | 0,7%        |
| 2022 | 0,6%  | 0,7%    | 0,7%  | 0,7%   | 1,2% | 0,9%  | 0,9%  | 1,0%   | 0,9%       | 0,8%    | 0,8%      | 0,7%      | 0,8%        |
| 2023 | 0,7%  | 0,7%    | 0,8%  | 0,8%   | 0,8% | 0,8%  | 0,9%  | 1,0%   | 1,0%       | 1,1%    | 1,2%      | 1,1%      | 0,9%        |
| 2024 | 1,2%  | 1,2%    | 1,2%  | 1,3%   | 1,1% | 1,4%* | 1,3%  | 1,4%*  | 1,4%*      | 1,4%*   | 1,3%      | 1,4%*     | 1,3%        |
| 2025 | 1,3%  | 1,3%    | 1,3%  | 1,2%   | 1,0% | 0,9%  | 1,0%  |        |            |         |           |           |             |

* Máximo histórico | ** Mínimo histórico

## Imagen corporativa

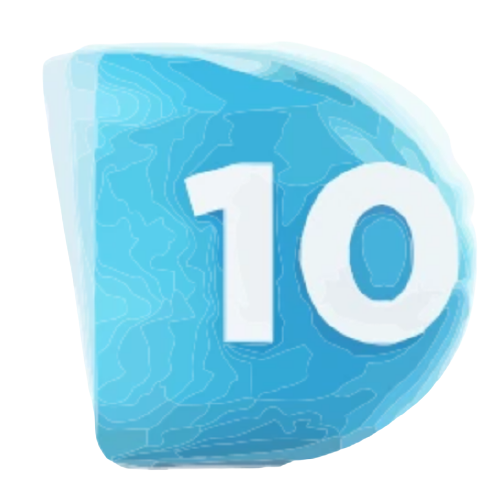
Logotipo provisional de D10 en 2015.
Logotipo provisional de 10 desde 2015 hasta 2016.
Logotipo de Ten desde 2016 hasta 2021.
Logotipo de Ten desde 2021 hasta 2024.
Logotipo de Ten desde 2024.